# Pascal Lamy
Pascal Lamy (n. 8 aprilie 1947, Levallois-Perret, Métropole du Grand Paris, Franța) este un politician francez care a fost membru al Comisiei Prodi între 1999 și 2004 și care a deținut funcția de secretar general al Organizația Mondială a Comerțului.
A studiat la HEC Paris și Sciences Po Paris, iar în cele din urmă a absolvit studii de științe economice la École Nationale d'Administration.
Membru al administrației publice a țării sale, a devenit consilier al ministrului Economiei și Finanțelor Jacques Delors și al primului ministru Pierre Mauroy. Când Delors a devenit președinte al Comisiei Europene în 1985, Lamy a fost numit șef al cabinetului său, sarcină pe care a îndeplinit-o până la sfârșitul Comisiei Delors în 1994.
Membru al Partidului Socialist din Franța în formarea Comisiei Prodi, a fost numit membru al acestei comisii, devenind Comisar European pentru Comerț, funcție pe care a părăsit-o în noiembrie 2004.
La 13 mai 2005 a fost ales director general al Organizației Mondiale a Comerțului, începând cu mandatul de patru ani la 1 septembrie a aceluiași an.